# Деревлёво
Деревлёво — бывшая деревня в России, вошедшая в состав Москвы.

## Географическое расположение
Деревня Деревлёво находилась на юге Москвы на берегу Деревлёвского ручья (реки Водянки). Имела границы: северо-запад — Беляево; юго-запад — Коньково; северо-восток — Новые Черёмушки и Зюзино; юго-восток — Битцевский лес, на востоке проходило Калужское шоссе.
В деревне находился пруд, который остался и после включения в городскую черту.

## История
Первое упоминание деревни Деревлёво датируется XI—XIII веком. Создана на границах двух рек Коршунихи и Раменки. Имела раньше название Древлёво. Входила в состав Зюзинской волости. В 1715 году деревни Деревлёво и Беляево входили в дворцовое село Воробьёво. Деревлёво было больше Беляева: в деревне находилось шестнадцать крестьянских дворов, в которых проживало 111 мужчин и женщин. 
В 1960 году деревня включена в состав Москвы. В 1968 году нововключённая территория составила одну из основных частей нового района Коньково-Деревлёво, также дала району своё имя. В этой части проходили улицы: Бутлерова, Введенского, Генерала Антонова, Миклухо-Маклая и Профсоюзная. На момент включения в состав Москвы в деревне насчитывалось 800 человек.

## Память
Именем деревни назван микрорайон Деревлево. На одной из главных улиц бывшего Деревлёво Профсоюзной находится автобусная остановка «Деревлёво», также на территории микрорайона располагается Деревлевский пруд, который так же называют Северный Коньковский пруд и Малый Коньковский пруд. По территории Битцевского леса протекает Деревлёвский ручей.